# El festí de Babette (conte)
El festí de Babette (títol original en anglès, Babette's Feast) és una història de l'escriptora danesa Karen Blixen. Es va publicar per primer cop en anglès el 1950 a la revista mensual nord-americana Ladies' Home Journal sota el pseudònim Isak Dinesen.
El festí de Babette va ser traduït a Dinamarca pel bibliotecari Jørgen Claudi el 1952 i va aparèixer publicada al Fremads Folkebibliotek. La segona traducció al danès la va fer la mateixa Karen Blixen i la va incloure a l'edició del seu recull Anecdotes of Destiny de 1958.
El festí de babette suggereix diverses característiques autobiogràfiques. La protagonista del conte, Babette Hersant, és una refugiada parisenca i xef gastronòmica del Café Anglais que viu la mateixa pèrdua d'identitat, dolor a l'ànima i necessitat de reivindicació com a artista que Karen Blixen.
El festí de Babette és un exemple escolar de la narrativa de Karen Blixen. Es basa en una gradual tensió exaltada - construïda entre el mític, el fatídic i el comú - i la revelació final que és el millor regal que un narrador perspicaç pot donar als seus lectors.

## Adaptacions cinematogràfiques
La història de El festí de Babette va ser rodada en pel·lícula el 1987, amb guió de Gabriel Axel que també en va ser el director. El menú gurmet, que forma part important de la narració, és el punt clau de la pel·lícula. El menú en si i els plats es descriuen a la història, però sense cap indicació de preparació. Així, es va deixar al xef Jan Cocotte-Pedersen, cap de cuina del restaurant La Cocotte de Copenhaguen, a càrrec del menú de set plats que tindria la pel·lícula.
La pel·lícula va ser la primera pel·lícula de la història del cinema danès que va ser guardonada amb un Oscar a la millor pel·lícula de parla no anglesa.

## Edicions
Aquest relat, fins al 2008, inèdit en català, va ser traduït directament del danès per Maria Rosich i va ser publicat amb Viena Edicions (Col·lecció «El cercle de Viena»).